# Andrea Iannone
Andrea Iannone (ur. 9 sierpnia 1989 w Vasto) – włoski motocyklista, obecnie zawodnik fabrycznego zespołu Aprilia racing team gresini w klasie MotoGP. Udział w Motocyklowych Mistrzostwach Świata rozpoczął od 2005 roku, pierwszym większym sukcesem była wygrana, przy bardzo mokrej nawierzchni, Grand Prix Chin (2008 r., klasa 125 cm³), z kolei następny sezon (także 125 cm³) to już 3 triumfy (Katar, Japonia, Katalonia) i jedno trzecie miejsce (Czechy), sklasyfikowany na 7 pozycji.
W 2010 zaczyna startować w nowo powstałej kategorii, czyli Moto2, zmagania kończy na 3 pozycji, przegrywając walkę o wicemistrzostwo z Julianem Simonem jednym punktem. Sezony 2011, 2012 to również 3. miejsca w klasyfikacji generalnej.
Po trzech latach Moto2, Iannone zdecydował się podpisać kontrakt z zespołem Pramac Racing Team, wystawiającym swoje motocykle w królewskiej klasie MotoGP, Ducati zadeklarowało, że będzie traktować team Paolo Campinotiego na równi z fabryczną ekipą, której kierowcami są Włoch Andrea Dovizioso oraz Amerykanin Nicky Hayden. 2013 Iannone spędził głównie ucząc się nowego motocykla i MotoGP w ogóle, zaliczył kilka spektakularnych wypadków i parę kontuzji, a jego najlepszym rezultatem było 8. miejsce z Grand Prix Australii.
W 2014 ponownie dosiadał motocykla Ducati, w którym pięciokrotnie nie dojeżdżał do mety, najlepiej zaprezentował się w Niemczech, gdzie zajął piąte miejsce, a w przeciągu całego sezonu uplasował się na 10. pozycji z 102 punktami. W sezonie 2015 przeszedł do Ducati, skąd ustąpił miejsca Calowi Crutchlowowi i został partnerem Andrei Dovizioso, poskutkowało to piątym miejscem na zakończenie sezonu.
Po czterech sezonach współpracy z Ducati, w sezonie 2017 przeszedł do Suzuki. Pierwszy rok współpracy zakończył bez większych sukcesów na 13 pozycji z 70 punktami. W sezonie 2018 czterokrotnie stawał na podium i uzbierał 133 punkty, co pozwoliło na zajęcie 10. miejsca w generalnej klasyfikacji.
W sezonie 2019 zdobył 46 punktów ostatecznie kończąc na 16. miejscu.
Jest również byłym rekordzistą świata w uzyskanej prędkości w całej historii MotoGP. W 2016 roku podczas Grand Prix Włoch na torze Mugello, osiągnął prędkość 354,9 km/h, na motocyklu Ducati. Rekord pobił Andrea Dovizioso osiągając 356,5 km/h.

## Statystyki

### Sezony
| Sezon | Klasa  | Motocykl | Zespół                  | Wyścigi | Wygrane | Podium | PP | NO | Pkt   | Poz |
| ----- | ------ | -------- | ----------------------- | ------- | ------- | ------ | -- | -- | ----- | --- |
| 2005  | 125cm3 | Aprilia  | Aprilia RS 125          | 16      | 0       | 0      | 0  | 0  | 20    | 20  |
| 2006  | 125cm3 | Aprilia  | Aprilia RS 125          | 11      | 0       | 0      | 0  | 0  | 15    | 22  |
| 2007  | 125cm3 | Aprilia  | Aprilia RS 125          | 17      | 0       | 0      | 0  | 0  | 26    | 20  |
| 2008  | 125cm3 | Aprilia  | Aprilia RSV 125         | 17      | 1       | 1      | 1  | 0  | 106   | 10  |
| 2009  | 125cm3 | Aprilia  | Aprilia RSA 125         | 16      | 3       | 4      | 2  | 1  | 125.5 | 7   |
| 2010  | Moto2  | Speed Up | FTR Moto M210           | 17      | 3       | 8      | 5  | 6  | 199   | 3   |
| 2011  | Moto2  | Suter    | Suter MMXI              | 17      | 3       | 6      | 0  | 7  | 177   | 3   |
| 2012  | Moto2  | Speed Up | FTR Moto M212           | 17      | 2       | 5      | 0  | 0  | 193   | 3   |
| 2013  | MotoGP | Ducati   | Ducati GP13             | 16      | 0       | 0      | 0  | 0  | 57    | 12  |
| 2014  | MotoGP | Ducati   | Ducati GP14             | 17      | 0       | 0      | 0  | 0  | 102   | 10  |
| 2015  | MotoGP | Ducati   | Ducati Desmosedici GP15 | 18      | 0       | 3      | 1  | 1  | 188   | 5   |
| 2016  | MotoGP | Ducati   | Ducati Desmosedici GP16 | 14      | 1       | 4      | 1  | 0  | 112   | 9   |
| 2017  | MotoGP | Suzuki   | Suzuki GSX-RR           | 18      | 0       | 0      | 0  | 0  | 70    | 13  |
| 2018  | MotoGP | Suzuki   | Suzuki GSX-RR           | 18      | 0       | 4      | 0  | 0  | 133   | 10  |
| 2019  | MotoGP | Aprilia  | Aprilia RS-GP           | 17      | 0       | 0      | 0  | 0  | 43    | 16  |
| Razem |        |          |                         | 235     | 13      | 35     | 10 | 15 | 1669  |     |

* – sezon w trakcie

### Klasy wyścigowe
| Klasa  | Sezon     | Pierwsze GP    | Pierwsze podium | Pierwsza wygrana | Wyścigi | Wygrane | Podia | PP | Najsz. okr. | Pkt.   | WCh. |
| ------ | --------- | -------------- | --------------- | ---------------- | ------- | ------- | ----- | -- | ----------- | ------ | ---- |
| 125 cc | 2005–2009 | Hiszpania 2005 | Chiny 2008      | Chiny 2008       | 77      | 4       | 5     | 3  | 1           | 292,5  | 0    |
| Moto2  | 2010–2012 | Katar 2010     | Włochy 2010     | Włochy 2010      | 51      | 8       | 19    | 5  | 13          | 570    | 0    |
| MotoGP | 2013–     | Katar 2013     | Katar 2015      |                  | 52      | 0       | 4     | 1  | 1           | 372    | 0    |
| Razem  | 2005–     |                |                 |                  | 182     | 12      | 28    | 9  | 15          | 1234,5 | 0    |

### Starty
| Sezon | Klasa  | Motocykl    | 1      | 2      | 3      | 4      | 5      | 6      | 7      | 8       | 9      | 10     | 11     | 12     | 13     | 14     | 15     | 16     | 17      | 18     | Poz. | Pkt.  |
| ----- | ------ | ----------- | ------ | ------ | ------ | ------ | ------ | ------ | ------ | ------- | ------ | ------ | ------ | ------ | ------ | ------ | ------ | ------ | ------- | ------ | ---- | ----- |
| 2005  | 125cm3 | Aprilia     | ESP 21 | POR 26 | CHN 18 | FRA 23 | ITA 16 | CAT 11 | NLD 26 | GBR NU  | GER NU | CZE 11 | JPN 13 | MAL 18 | QAT 19 | AUS NU | TUR 10 | VAL 15 |         |        | 20   | 20    |
| 2006  | 125cm3 | Aprilia     | ESP 15 | QAT 13 | TUR 15 | CHN 13 | FRA 9  | ITA NU | CAT 17 | NED NU  | GBR 17 | DEU 24 | CZE    | MAL NU | AUS    | JPN    | POR    | VAL    |         |        | 22   | 15    |
| 2007  | 125cm3 | Aprilia     | QAT 15 | ESP 12 | TUR 9  | CHN 11 | FRA NU | ITA NU | CAT 17 | GBR 15  | NED 20 | GER 24 | CZE NU | RSM 14 | POR 18 | JPN 10 | AUS 20 | MAL 18 | VAL 20  |        | 20   | 26    |
| 2008  | 125cm3 | Aprilia     | QAT 14 | ESP 18 | POR 11 | CHN 1  | FRA 5  | ITA 12 | CAT NU | GBR NU  | NED 8  | GER 11 | CZE 9  | RSM 6  | IND NU | JPN NU | AUS 4  | MAL 10 | VAL 6   |        | 10   | 106   |
| 2009  | 125cm3 | Aprilia     | QAT 1  | JPN 1  | ESP 19 | FRA 7  | ITA NU | CAT 1  | NED 4  | GER 7   | GBR NU | CZE 3  | IND NU | RSM NU | POR NU | AUS 8  | MAL 8  | VAL NU |         |        | 7    | 125.5 |
| 2010  | Moto2  | Speed Up    | QAT 19 | ESP NU | FRA 4  | ITA 1  | GBR 12 | NED 1  | CAT 13 | GER 2   | CZE 3  | USA 4  | RSM NU | ARA 1  | JPN 13 | MAL 3  | AUS 3  | POR 21 | VAL 2   |        | 3    | 199   |
| 2011  | Moto2  | Suter       | QAT 2  | ESP 1  | POR 13 | FRA NU | CAT 15 | GBR 16 | NED 12 | ITA 5   | DEU 14 | CZE 1  | IND 11 | RSM 3  | ARA 2  | JPN 1  | AUS 8  | MAL 9  | VAL 11  |        | 3    | 177   |
| 2012  | Moto2  | Speed Up    | QAT 2  | ESP 14 | POR 5  | FRA 4  | CAT 1  | GBR 4  | NED 2  | GER 16  | ITA 1  | IND 9  | CZE 4  | RSM 3  | FRA 4  | JPN 18 | MAL 6  | AUS NU | VAL 11  |        | 3    | 193   |
| 2013  | MotoGP | Ducati      | QAT 9  | AME 10 | ESP NU | FRA 11 | ITA 13 | CAT NU | NED 13 | GER DNS | USA    | IND 11 | CZE 9  | GBR 11 | RSM NU | ARA 10 | MAL NU | AUS 8  | JPN 14  | VAL NU | 12   | 57    |
| 2014  | MotoGP | Ducati      | QAT 10 | AME 7  | ARG 6  | ESP NU | FRA NU | ITA 7  | CAT 9  | NED 6   | GER 5  | IND NU | CZE 5  | GBR 8  | RSM 5  | ARA NU | JPN 6  | AUS NU | MYS DNS | VAL 22 | 10   | 102   |
| 2015  | MotoGP | Ducati Team | QAT 3  | AME 5  | ARG 4  | SPA 6  | FRA 5  | ITA 2  | CAT 4  | NED 4   | GER 5  | IND 5  | CZE 4  | GBR 8  | RSM 7  | ARA 4  | JPN NU | AUS 3  | MAL NU  | VAL NU | 5    | 188   |
| 2016  | MotoGP |             | QAT NU | ARG NU | AME 3  | ESP 7  | FRA NU | ITA 3  | CAT    | NED     | GER    | AUT    | CZE    | GBR    | SMR    | ARA    | JPN    | MAL    | AUS     | VAL    | 10*  | 25*   |

* – sezon w trakcie